# Simonestus separatus
Simonestus separatus är en spindelart som först beskrevs av Schmidt 1971.  Simonestus separatus ingår i släktet Simonestus och familjen flinkspindlar.
Artens utbredningsområde är Ecuador. Inga underarter finns listade i Catalogue of Life.